# Franca Stagi
Franca Stagi (Modena, 26 agosto 1937 – Modena, 11 dicembre 2008) è stata un architetto italiana.

## Biografia
Nel 1962 si laurea in architettura al Politecnico di Milano e lo stesso anno ottiene l'abilitazione professionale; nel 1963 si iscrive all'ordine degli architetti di Bologna e apre a Modena uno studio di architettura assieme all'architetto Cesare Leonardi, con cui collabora fino al 1984.
La sua produzione professionale può essere suddivisa in due fasi: la prima è quella dei progetti realizzati in collaborazione con l'architetto Leonardi, fra i quali si ricordano il centro nuoto di Vignola e il centro nuoto di Mirandola, i parchi Amendola a Modena e Pontesanto a Imola, e la partecipazione ad importanti concorsi pubblici come quello per il parco della Resistenza a Modena e per il cimitero di San Cataldo, oltre alla pubblicazione, nel 1982, del volume L'architettura degli alberi, incentrato sullo studio delle essenze arboree e finalizzato alla progettazione di aree verdi; nella seconda fase della carriera Stagi privilegia il restauro e il recupero dei beni architettonici storici dei centri urbani. Tra i progetti realizzati si ricordano, nel centro storico di Modena, il restauro del Foro boario adibito a sede della Facoltà di economia e commercio dell'Università di Modena, il restauro della chiesa e del collegio di San Carlo, il comparto San Paolo, il recupero del complesso di Sant'Eufemia da adibire a istituti universitari, il riallestimento del Palazzo dei Musei, il restauro del Teatro comunale e della Sinagoga di piazza Mazzini. A questi progetti si aggiungono anche il restauro della Basilica cattedrale di Santa Maria Assunta di Carpi, la realizzazione della scuola materna e nido d'infanzia "Sandra Forghieri" di Modena e la stesura del volume l grande porticato di piazza d'Armi, quest'ultimo in collaborazione con Patrizia Curti.
Dopo la sua scomparsa, nel 2009 la famiglia ha donato al Comune di Modena l'archivio professionale di Franca Stagi, conservato presso la biblioteca Luigi Poletti.